# Gedong, Pracimantoro
Gedong är en administrativ by i Indonesien.   Den ligger i provinsen Jawa Tengah, i den västra delen av landet, 500 km öster om huvudstaden Jakarta. Gedong ligger vid sjön Telaga Winong.